# دوگنبدان
دوگنبدان، مرکز شهرستان گچساران در استان کهگیلویه و بویراحمد است. بر پایه سرشماری عمومی نفوس و مسکن در سال ۱۳۹۵ جمعیت این شهر ۹۶٬۷۲۸ نفر بوده است و بدین ترتیب دوگنبدان دومین شهر پرجمعیت استان کهگیلویه و بویراحمد به‌شمار می‌رود. میدان نفتی گچساران؛ دومین میدان بزرگ نفتی ایران، در محدوده این شهر قرار دارد.

## وجه تسمیه نام
وجه تسمیه این شهر به خاطر وجود دو گنبد فروریخته‌ایست در دشت‌های شرق و غرب دوگنبدان، یکی گنبدی با ارتفاع حدوداً شش متر در غرب ناحیه لیشتر که آثارش هنوز پابرجاست و دیگری در جلگهٔ شرقی دوگنبدان و در ابتدای تنگ مالیون قرار داشته است. گنبد دوم اکنون وجود ندارد ولی آثار ویرانه‌های تپه‌ای وجود دارد که گمان می‌شود یک چهارطاقی بزرگ بوده باشد که زمانی گنبد شکوهمندی بر آن ساخته‌اند؛ بنا بر این شهر به‌دلیل وجود این دو گنبد، دوگنبدان نامیده شده است. آقای نورمحمد مجیدی درکتاب تاریخ و جغرافیایی کهگیلویه و بویراحمد دربارهٔ آثار این دوگنبد گفته است که ظاهراً بقایای آثار دوگنبد تا سال ۱۳۵۰ در شمال غربی شهر و در مجاورت مخازن آبی که شرکت نفت جهت کارگران و شهروندان دوگنبدان احداث نموده وجود داشته است. گروه باستان‌شناسی که تحت نظر سِر اورل اشتاین انگلیسی که در سال ۱۳۱۴ شمسی در مسیر راه خود از شهر دوگنبدان بازدید کرده و شرح آن در کتاب راه‌های باستانی و پایتخت‌های قدیمی ایران توسط بهمن کریمی آورده شده است دیدنی‌های خود را از شهر دوگنبدان یا کاروان سرا در سال ۱۳۱۴ آورده و گفته است که اتاق‌هایی به‌سبک دوران صفوی در کنار چشمه‌ای و در ویرانه‌هایی در ۵٫۵ کیلومتری شمال غربی دوگنبدان دیده می‌شود که از آن به‌نام کاروانسرا یا دوگنبدان نام برده است همچنین ذکر نموده که در کاروانسرای دوگنبدان بیشتر اهالی به زراعت جو و گندم و حشم اشتغال داشته‌اند. همچنین گفته است که در نزدیکی بنای این ده کاروانسرای بسیار قدیمی که شاید از دوره صفویه باشد وجود دارد که این کاروانسرا از گچ و سنگ ساخته شده و هنوز قسمت مهمی ازآن برپاست. او در ادامه می‌نویسد بر سر این کاروانسرا کنونی پست امنیه دوگنبدان قرار دارد و اینکه چشمه و آبادی قدیمی نزدیک این کاروانسرا بوده است.

## پیشینه
درکتاب لغت‌نامه، علی اکبر دهخدا از دوگنبدان ذکر شده که دهی است از دهستان زیرکوه باشت بابوئی بخش گچساران از توابع شهرستان بهبهان واقع در ۲۳ هزار گزی شمال باختری گچساران و دارای ۲۵۰ تن سکنه است، آب آن از لوله‌کشی شرکت نفت و راه آن، اتومبیل رواست. این شهر که در متون تاریخی از آن به نام گنبد ملغان یا گنبد ملجان یادشده است از شهرهای آباد در مسیر راه شهر نوبندگان به ارجان بوده است و در کتاب جغرافیای تاریخی سرزمین‌های خلافت شرقی از گای لسترنج دوگنبدان را با نام گنبد ملغان یا ملجان یا ملگان، جزئی از ولایت فارس ذکر کرده که در ساحل یکی از شعب رودخانه شیرین در مسیر نوبندگان به ارجان قراردارد؛ و در مورد موقعیت جغرافیایی و آب و هوای آن می‌گوید که شهر گنبد ملغان از جمله مناطق گرمسیری بوده و نخلستان آن شهرت دارد که در مجاورت کوه و ولایت بازرنگ و همچنین صرام (چرام) که زمستان آن به بسیار سرد بوده و حتی در فصل تابستان سر کوه آنجا برف داشته واقع است. مقدسی درقرن چهارم از قریه ویرانی درآنجا گفتگو کرده است و در فارسنامه ابن بلخی که در قرن ششم می‌زیسته از آن به عنوان شهری گرمسیری که آب روان دارد یاد کرده است. او از قلعه‌ای در دوگنبدان که آذوقه سه چهار سال محافظین قلعه را در آن نگه می‌دارد و هوای آن خنک است و همچنین از باغات میوه، غله، آب انبار عالی، مسجد جامع و قلعه‌های دیگری در شهر صحبت کرده است. یاقوت بن حموی از ملجان به صورت منطقه‌ای در فارس بین ارجان و شیراز با عنوان دهکده و قلعه، یاد می‌کند. از آنجا که رستاق گنبد ملجان در مرز شاهپور و در برابر ارجان قرار داشته می‌توان نزدیکی مکانی و همبستگی قدیمی این دو رستاق را محتمل شمرد.
علاوه ابن بلخی، عبداله مستوفی نیز از وجود قلعه‌ای در نزدیکی شهر خبر می‌دهد که البته هنوز اثری از این ویرانه‌ها به‌دست نیامده است. دوگنبدان در جهانگشای نادری از تألیفات عصر افشاریه نیز یاد شده و ذکر کرده است که بقایای یک کاروانسرای قدیمی که شاید از دوران صفویه و باراندازی جهت مسافران خلیج فارس وجود دارد که در عصر حاضر درشش کیلومتری ورود به شهر از طرف جاده شیراز اهواز و در کنار محل ژاندارمری و قبرستان قدیمی تا سال ۱۳۴۲ دیده می‌شد.

### شکل‌گیری شهر جدید

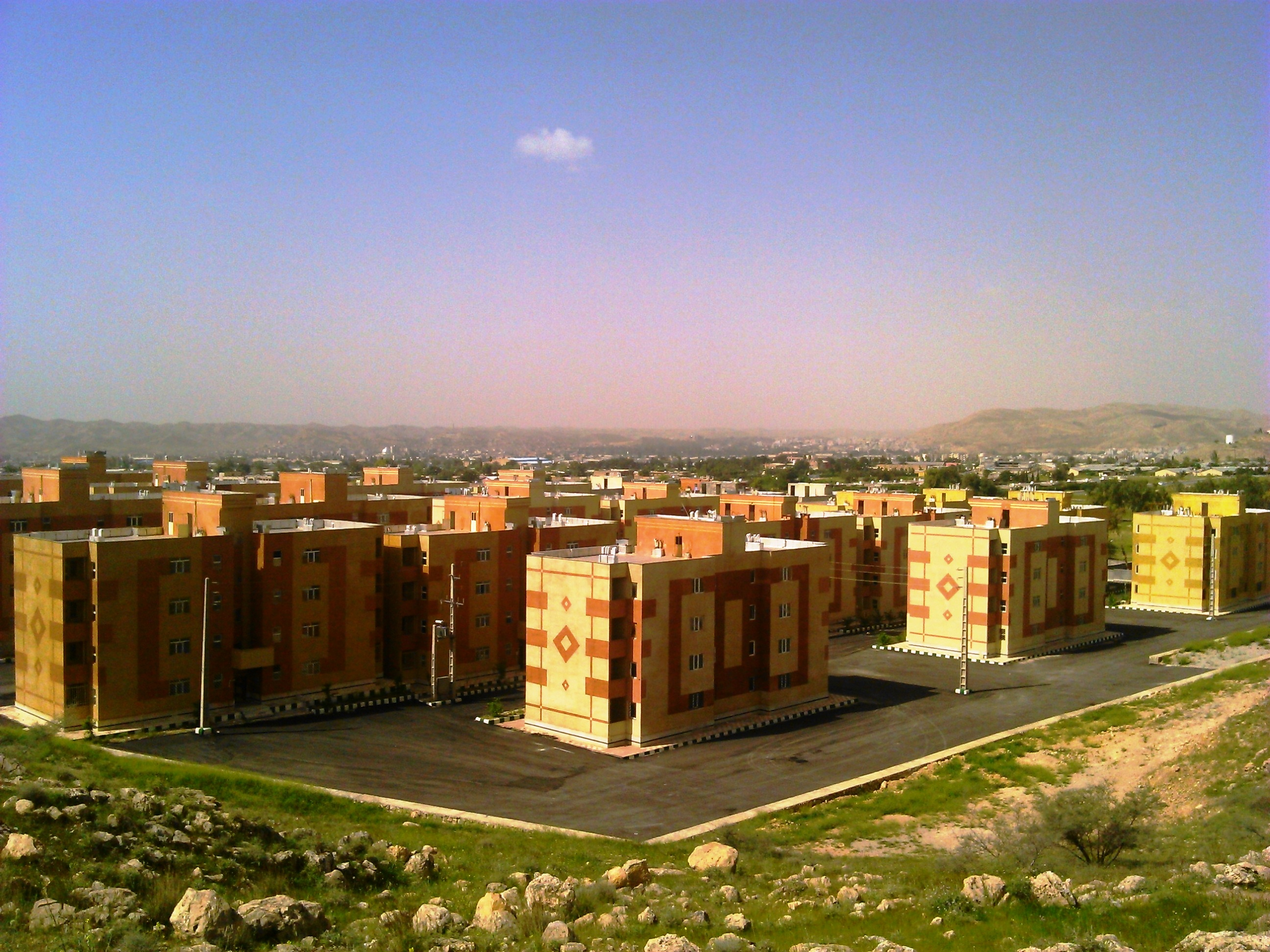

دوگنبدان تا قبل از سال ۱۳۰۶ تقریباً خالی از سکنه بود ولی پس از آن با فعالیت‌های شرکت نفت در این منطقه (گچساران) اهمیت یافت و اولین چاه نفت در روستای بابامحمد از توابع دوگنبدان امروزی حفاری شد که اکنون به چاه شماره شش معروف است. بعد از این تاریخ با وجود این که توسط کارکنان ایرانی و انگلیسی شرکت نفت تعدادی چاه در اطراف دوگنبدان حفر گردیده لیکن درسال‌های بعد به دلیل نا امنی‌هایی در منطقه این گروه به مسجد سلیمان رفته و در آنجا به کار حفاری نفت ادامه دادند ولی مجدداً ازسال ۱۳۱۵ شرکت نفت ایران و انگلیس فعالیت‌های اکتشاف و حفاری و استخراج از چاه‌های این منطقه را شروع کردند. در بعضی ازمنابع تاریخی از این شهر به عنوان محل یک کاروانسرای دوره صفوی نام برده شده و روستائی به نام زریون در شمال این کاروانسرا قرار داشته که امروزه از هیچ‌کدام اثری باقی نمانده است. روستای زریون تا سال ۱۳۱۹ وجود داشته که با شروع و بهره‌برداری مجدد از منابع نفتی در منطقه جزئی از باند فرودگاه قدیمی شرکت نفت می‌گردد. برطبق گفته هاینس گاوبه که اصولاً دوگنبدان تا قبل از انتقال قسمتی از سازمان شرکت نفت به آنجا اهمیتی نداشته و فقط مسافران از آثار کاروانسرایی آن سخن گفته‌اند به نظر می‌رسد که تنها این کاروانسرا و سه روستای کوچک به نام‌های زریون، پربالی، رادک سابقه سکونت در دوگنبدان بوده است. با شروع فعالیت‌های نفتی در گچساران قدیم در سال ۱۳۱۶ و تغییر مکان واحدهای کارگری و کارمندی شرکت نفت، از گچساران قدیم به شهر دوگنبدان، در فاصله سال‌های (۳۰–۱۳۲۸) این شهر رونق تازه‌ای به خود گرفت یعنی روستای زریون در مسیر باند فرودگاه شرکت نفت واقع شد و اهالی آن به روستای پروبالی منتقل شده‌اند. گچساران قدیم بر اثر ناهمواری زمین، محدودیت فضای شهری، تراکم تأسیسات نفتی و زلزله‌های متناوب و مکرری که به علت انفجار اکتشاف معادن نفت ایجاد می‌گردید در سال ۱۳۳۰ برابر با تصمیمات دولت و شرکت نفت ایران و انگلیس تخلیه و تخریب گردید و قرار شد به شهر دوگنبدان فعلی که محل مناسبی برای استقرار کارگران و کارمندان و احداث شهری نوساز بود منتقل گردد. برنامه ساخت شهر دوگنبدان به علت داشتن منابع نفت فراوان دراطراف و حوالی آن بوده است و بعد از این که شرکت نفت محل آن را برای استقرار کارکنانش مناسب یافت تدریجاً به محل فعلی منتقل شدند و اولین کلنگ بنای شهر فعلی دوگنبدان توسط شرکت نفت در سال ۱۳۳۴ به زمین زده شد که به تدریج با سکونت اهالی و اشتغال در تأسیسات شرکت نفت این شهر گسترش یافته و از سال ۱۳۳۵ با احداث خانه‌های مسکونی کارکنان شرکت نفت و احداث تعدادی مغازه مربوط به کسبه بهبهانی، گروهان ژاندارمری و خیابان کشی به شیوه امروزی تدریجاً شهر گسترش یافت و به شهر دوگنبدان معروف شد.

## مردم‌شناسی
بیشتر مردم این شهر از قوم لر می‌باشند و به گویش لری جنوبی صحبت می‌کنند و بخشی هم از ایل قشقایی می‌باشند.

## زبان‌شناسی
بر پایه اطلاعات اطلس زبانهای ایران، مردم دوگنبدان به ترتیب به لری حدود ۶۰ درصد (لری جنوبی با لهجه‌های بابویی و بویراحمدی و لری بختیاری)، اقلیتی فارسی معیار، ۵ درصد عربی خوزستانی و ۵ درصد قشقایی صحبت می‌کنند. فارسی‌زبان اجدادی و بومی استان کهگیلویه و بویراحمد نمی‌باشد. اما اخیراً بسیاری از والدین به آموزش زبان فارسی به کودکان در خانه روی آورده‌اند. این عمل در شهرها و به ویژه در مرکز استان یعنی یاسوج و شهر دو گنبدان روی داده است.

## جمعیت
بر پایه (گچساران) سرشماری عمومی نفوس و مسکن در سال ۱۳۹۵ جمعیت این شهر ۹۶٬۷۲۸ نفر (۲۶٬۷۷۰ خانوار) بوده است.
این شهر دومین شهر پر جمعیت استان و ۱۰۲ مین شهر پر جمعیت کشور است.

## دانشگاه‌ها و مراکز آموزشی
شهرستان گچساران یکی از شهرهای دانشگاهی کشور است و در سال ۱۳۸۷بیش از ۱۲٬۰۰۰ نفر در دانشگاه‌های این شهرستان مشغول به تحصیل بودند.
- دانشگاه آزاد اسلامی واحد گچساران

دانشگاه آزاد اسلامی واحد گچساران یکی از قدیمی‌ترین واحدهای دانشگاه آزاد کشور است که در سال ۱۳۶۴ کار خود را آغاز نموده و یکی از مهم‌ترین مراکز دانشگاهی در جنوب کشور و اولین مرکز علمی استان کهگیلویه و بویراحمد است.
- دانشگاه پیام نور
- دانشکده نفت و گاز

این شهرستان علاوه بر دانشگاه‌های پیام نور و آزاد دارای یک دانشکده دولتی نیز است. دانشکده نفت و گاز گچساران که در سال ۱۳۹۱ به بهره‌برداری رسید هم‌اکنون از دانشکده‌های دولتی زیر مجموعه دانشگاه یاسوج است.
- فنی و حرفه ای

## مراکز خرید

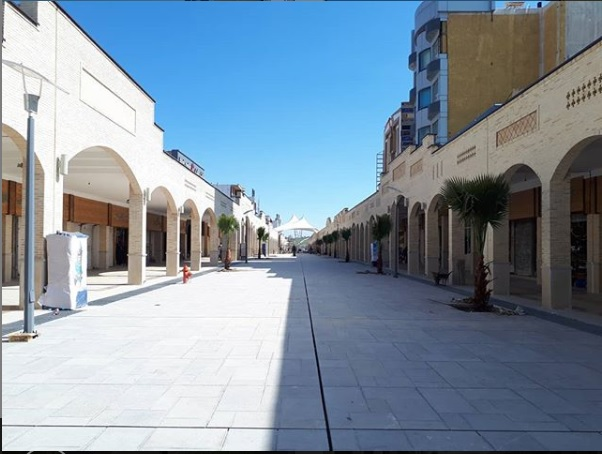
بازار بلادیان گچساران

مراکز تجاری قدمت زیادی ندارند ولی با گسترش شهر رشد قابل توجهی داشته‌اند. مهم‌ترین مراکز تجاری و خرید دوگنبدان به شرح زیر هستند:
- مرکز شهر: این قسمت از شهر پر ترددترین قسمت است و به بیانی دیگر قلب شهر محسوب می‌شود. این محل در بخش میانی بلوار ولی عصر قرار دارد و از طرفین به خیابان‌های بلادیان شرقی و غربی، بشارت، حلال احمر و کوچه برلن متصل است. مراکز خرید و پاساژهای متعدد عامل اصلی جذب شهروندان است.
- پاساژها: مهم‌ترین پاساژهای دوگنبدان مجتمع تجاری بزرگ شهر (شهر عینک)، پارسیان، مروارید، نور، سعدی، زمرد، حافظ، هلال احمر، ابوالفضل، طالقانی، شهرداری و هایپرمارکت شهرک کارکنان دولت هستند که عمدتاً عینک فروشی بوتیک و فروشگاه لوازم آرایش هستند. گسترش بیش از پیش پاساژها رونق اقتصادی شگرفی به گچساران داده است.
- خیابان بلادیان:این خیابان از قدیم به عنوان بازار اصلی شهر گچساران شناخته می‌شد. در سال ۱۳۹۶ شهرداری گچساران به سنگفرش و نورپردازی این خیابان اقدام کرد. بعد از طرح زیباسازی خیابان بلادیان این خیابان به عنوان یکی از ۵ طرح پیاده راه‌سازی موفق در ایران تبدیل شد. هم‌اکنون از این خیابان به عنوان اصلی‌ترین و یچزیبانذین خیابان مرکز شهر گچساران یاد می‌شود.
- خیابان داروخانه ی شبانه‌روزی: درواقع خیابان داروخانهٔ شبانه‌روزی، کوچه ای باریک بین آپارتمان‌های بلند و تجاری واقع شده که کاربردی فقط برای عابران پیاده دارد و قابل استفاده برای خودروها نیست، به علت ساختار معماریش گهگاه خیابان چینی نیز نامیده شده، ولی نام اصلی و شناخته شدهٔ آن بخاطر وجود اولین داروخانهٔ شبانه‌روزی شهر که در مرکز این کوچه قرار دارد، کوچهٔ داروخانهٔ شبانه‌روزی است. در حال حاضر قلب تپنده شهر دوگنبدان است. موقعیت مناسب مکانی، گسترش پاساژها و فروشگاه‌های متعدد از عوامل اقبال مردم به این محله بوده است. ساختمان‌های بلند، موبایل فروشی، ساندویچی و اغذیه فروشی، بوتیک‌ها، لوازم کامپیوتری، لوازم آرایشی و آموزشگاه‌های هنری و نمایشگاه موقت کتاب شهر، رونق بخش این محل است که شب‌ها یکی از مناطق پر رفت و آمد جوانان گچساران تبدیل شده است. نبش این خیابان از سمت زیر گذر، بانک صادرات قرار گرفته این خیابان در بلوار ولی عصر و بین پاساژ حافظ و سعدی قرار دارد.

## اقتصاد
بهره‌برداری نفت، گاز و تولید گاز مایع و دیگر میعانات گازی در بخش‌های مختلف شهرستان، وجود شهرک کشاورزی امامزاده جعفر و باغ‌های مرکبات و همچنین فقط دو واحد صنعتی مهم یعنی پتروشیمی گچساران، در کنار دست شهرک صنعتی (به سمت بهبهان) با جادهٔ دسترسی مجزا از شهرک صنعتی. و دیگری کارخانهٔ بهنوش، واقع در دروازه شرقی شهر (به سمت شیراز) و نیز وجود شهرک صنعتی بسیار ضعیف و فقط یک کارخانهٔ فعال (کارخانهٔ آرد) سرآمد واحدهای صنعتی این شهر هستند.
دشت بزرگ لیشتر که سهمیه آب مشخصی از سد کوثر برای این منطقه مشخص شده، نوید بخش یک کشاورزی حرفه ای و صنعتی، از جمله منابع درآمد اقتصادی شهر محسوب می‌شود.
این شهر علاوه بر تولید بیش از بیست درصد نفت کشور با دارا بودن چند واحد پالایشگاه گاز نقش محوری درتولید گاز تصفیه شده برای مصارف خانگی برای مردم کشور ایران را دارد، همچنین میعانات گازی تولید شده در واحدهای پالایشگاهی گازی گچساران یکی از کلیدی‌ترین صادرات کشور و مهم‌ترین منابع ارزی ایران به‌خصوص دردوران تحریم فروش نفت است درمجموع می‌توان گفت گچساران یکی از مراکز مهم اقتصادی کشور است. البته ذکر این نکته نیز قابل اهمیت است که این شهرستان از دیگر صنایع و کارخانجات اقتصادی مهم و اشتغالزا بی بهره است، درواقع نرخ بیکاری دراین شهر با این پتانسیل گسترده، کمتر از نرخ میانگین بیکاری درکشور نیست. با تصویب مجلس شورای اسلامی در سال۱۴۰۰ شهر گچساران قرار است به زودی به عنوان یکی از مناطق وِیژه اقتصادی معرفی شود، این امید وجوددارد که بعد از اجرایی شدن این مصوبهٔ مجلس، با ایجاد زیرساختهای دولتی در شهرک‌های صنعتی و کاهش مالیات‌های دولتی و کاهش عوارض گمرکی و دیگر تسهیلات مالی و بانکی که برای سرمایه گذاران درنظر گرفته می‌شود، شاهد انتخاب گچساران از سوی سرمایه گذاران برای ساخت و افتتاح کارخانه‌های بزرگ و اشتغال زای صنعتی باشیم.

### نفت
گچساران اولین بار و در سال ۱۳۰۲ توسط کنسرسیوم دارسی مورد مطالعه قرار گرفت و پس از انجام عملیات مختلف بالاخره در سال ۱۳۱۸ کار برداشت نفت در محل چاه شماره ۱۳ در این شهرستان آغاز شد. شرکت نفت وگاز گچساران یکی از ۵ شرکت زیرمجموعهٔ مناطق نفت خیز جنوب می‌باشد و تنها شرکتی آزآنها که دفتر مرکزی آن خارج از استان خوزستان است، مکان دفتر مرکزی به دلیل فواید و بهره‌های اقتصادی و همچنین ایجاد اشتغال بسیار حائز اهمیت است، دفتر مرکزی شرکت نفت و گاز گچساران درشهرستان گچساران یا همان دوگنبدان قرار دارد و علاوه بر مدیریت بهره‌برداری از چاه‌های نفت و گاز موجود در منطقهٔ جغرافیایی گچساران، مناطق معینی از استانهای همجوار گچساران یعنی استان‌های بوشهر، فارس و بخش‌های معینی از استان خوزستان نیز زیرمجموعهٔ مناطق تحت پوشش مدیریت بهره‌برداری شرکت نفت و گاز گچساران می‌باشند. به جز گچساران، شهرستان اهواز (دارای دو دفتر مرکزی) و امیدیه و مسجد سلیمان، شهرهای دارای دفتر مرکزی شرکت نفت وگاز برای مدیریت بهره‌برداری از مناطق و چاه‌های نفتی مشخص شدهٔ خود می‌باشند که تمام منطقهٔ نفت خیز جنوب شامل مناطقی از۸ استان، را دربرمی گیرند، در حال حاضر میدان نفتی گچساران یا همان مناطق تحت پوشش دفتر مرکزی گچساران با ذخیره درجای ۵۲٫۹ میلیارد بشکه و ذخیرهٔ قابل استحصال ۲۳٫۷ میلیارد بشکه نفت خام، دومین میدان بزرگ نفتی ایران و بعد از میدان نفتی اهواز است همچنین این میدان نفتی پس از دو میدان نفتی دیگر که در عربستان و کویت قرار دارند سومین میدان نفتی بزرگ دنیا محسوب می‌شود. هر چند که میزان برداشت میدان اهواز اکنون بیشتر از میدان گچساران است ولی میزان کل نفت قابل برداشت میدان گچساران به مراتب بیشتر از میدان اهواز است از این رو در رده‌بندی بزرگ‌ترین سفره‌های نفتی در جایگاه سوم جهان قرار داده شده است.

## هنر و سینما
آغاز به کار اولین سینمای دوگنبدان (گچساران) به دهه ۳۰ هجری خورشیدی بر می‌گردد. اولین فیلم سینمایی در سال ۱۳۳۵ در دوگنبدان با نام شب‌نشینی در جهنم به کارگردانی ساموئل خاچیکیان و موشق سروری به روی پرده رفت. سینمای عمومی و قدیمی گچساران که تا سال ۱۳۸۴ فعال بود، در انتهای خیابان بشارت ونبش خیابان کیامرثی قراردارد به‌طوری که در اصلی و ورودی سینما درخیابان بشارت قراردارد و در خروجی در خیابان کیامرثی، در خروجی تماشاگران بعداز اتمام نمایش فیلم بود. این سینما که سال‌هاست به دلیل مسائل مالی تعطیل بودو برای افتتاح آن درسال ۱۳۹۷ به‌طور کامل تخریب شد تا با طراحی جدید و مدرن روز هم تعداد سالن نمایش را بتوان افزایش داد وهم درکنار سالن نمایش، غرفه‌هایی برای فعالیت‌های تجاری وفرهنگی قابل ارائه در کنار سینما، به ارائهٔ خدمت به عموم مردم شهر مهیا شود. روبروی در ورودی فرودگاه گچساران، ساختمان بزرگی به عنوان فرهنگسرا نیز در حال ساخت است، که برای فعالیت‌های‌های هنر دوستان این شهر نوید بخش وجود یک مکان مدرن برای تشکیل و فعالیت گروه‌های هنری اعم از تئاتر و کارگاه‌های موسیقی و نوازندگی و بازیگری است چون در این مکان علاوه بر تأسیس یک سالن سینما برای عموم مردم، وعدهٔ ساخت‌های سالن‌های دیگر در اندازه‌های متفاوت برای فعالیت‌های هنری ذکر شده همچون بازیگری، تئاتر، نوازندگی و خوانندگی نیز داده شده است. شرکت بهره‌برداری نفت و گاز گچساران، ارائه خدمات فرهنگی و هنری را به تمامی کارگران و کارمندان زیرمجموعهٔ خود و همچنین خانواده‌های آنها را به‌صورت مستمر و ویژه دنبال می‌کند، همچنین ذکر این نکته نیز قبل اهمیت است که امکان دعوت کردن از افراد خارج از مجموعهٔ شرکت نفت به شرط همراهی کارگران و کارمندان شرکت و خانواده‌های آنان نیز امکان‌پذیر است. برای مجموعه‌های فرهنگی، شرکت نفت از عبارت (باشگاه) که ترجمهٔ کلمه انگلیسی CLUB می‌باشد استفاده می‌کند، بدین جهت می‌توان گفت که شرکت نفت یک باشگاه کارمندی در انتهای کوی پرهون و رجائی دارد و یک باشگاه کارگری در منطقهٔ سینوس شرکت نفت دارد، که هردو این باشگاه‌ها در گذشته سینماهای فعال داشتند و درهمه ساله عیدهای بزرگ مثل عید نوروز و عید فطر… جشن‌های بزرگی با دعوت از هنرمندان مشهور کشور مثل خواننده‌های محبوب پاپ بگذار می‌کرد، اکنون و چند سالی ست که در ابتدای کوی پرهون ودر مجموعهٔ چند منظوره یک کتابخانه و یک سینمای دیگر به بهره‌برداری رسیده و بنظر می‌رسد فعالیت‌های فرهنگی فقط در این مکان پیگیری می‌شود و همچنین با فعالیت این سینمای جدید و مدرن شرکت، ۲ سینمای قدیم شرکت که از قبل از انقلاب فعالیت داشته‌اند، لغو گردیده است. از هنرمندان سرشناس گچساران می‌توان به جمشید جهانزاده بازیگر فیلم جنگ نفت کش‌ها، افسانه دو خواهر، رقص شیطان، و نیز پریوش نظریه بازیگر فیلم‌های بوی کافور عطر یاس، پدر، مدینه و بادیگارد نام برد.
از دیگر هنرمندان این شهر می‌توان به زرین کشاورز تهیه‌کننده و مجری رادیو تهران اشاره کرد که در سال ۱۳۹۳ موفق به کسب عنوان گوینده برتر کشور در هجدهمین جشنواره تولیدات مراکز صداوسیما گردیده است. همچنین احسان دلاویز تهیه‌کننده سینما و تلویزیون نیز زاده گچساران می‌باشد، مهم‌ترین سرمایه‌گزاری او بر روی سریال «شاهگوش» بوده است. فیلم «فردا» و «لامپ صد» به کارگردانی سعید آقاخانی از جمله فعالیت‌های او در زمینه تهیه‌کنندگی هستند. او همچنین سرمایه‌گذار «دراکولا» فیلمی به کارگردانی رضا عطاران، «خانه‌ای در خیابان چهل و یکم» با بازی مهناز افشار، «فردا» به کارگردانی مهدی پاکدل. وسرمایه گذار «روزگار ما» مستندی به کارگردانی رخشان بنی اعتماد در سال ۱۳۸۰ بود. همچنین فیلم پرخرج و پر بازیگر (خروج) به کارگردانی ابراهیم حاتمی کیا و به بازیگری فرامرز قریبیان در سال ۱۳۸۹ در شهرستان گچساران فیلم‌برداری و تولید شد.

## ورزش
نماد ورزش گچساران را می‌توان یک فرد نامید یعنی حسن باشت باوی، پدر بوکس ایران و نهایتاً سرمربی تیم ملی بوکس ایران، که از سردیس یا همان مجسمهٔ او نیز در پارک دوستی رونمایی شد از سوی دیگر شهر گچساران را به عنوان نماد مادر رشتهٔ ورزشی هاکی در ایران می‌شناسند به عبارت دیگر دیگر می‌توان گفت گچساران محل زایش رشتهٔ ورزشی حاکی درایران شناخته می‌شود چرا که اولین بار این ورزش توسط کارکنان انگلیسی شرکت نفت ایران وانگلیس ساکن گچساران با نمایش به اهالی گچساران و بازی این آنها در این ورزش به ایران آورده و به شکل حرفه‌ای بازی شد. هاکی روی چمن، هندبال، شنا، تنیس روی میز، واترپلو و والیبال نشسته ورزش‌هایی هستند که این شهرستان در لیگ‌های کشور از آن‌ها به دفعات مقام کسب کرده است؛ ولی با این حال ورزش اول این شهرستان هندبال، واترپلو و تنیس روی میز است. باشگاه نفت و گاز گچساران مهم‌ترین باشگاه شهرستان بوده که در سطح کشور به واسطه قهرمانی‌هایی که در رشته‌های مختلف کسب نموده شناخته شده است. از بازیکنان گچسارانی مطرح تیم ملی جوانان و بزرگ‌سال فوتبال که برخی از آن‌ها زمانی در این باشگاه توپ می‌زدند می‌توان به میلاد غریبی، رضا قیالی، محمد رشید مظاهری، ایمان موسوی و سهیل صالحی نام برد. هم چنین سید پندار توفیقی از مدیران ملی ورزشی کشور و باشگاه استقلال تهران می‌باشد.
در زمینه فوتبال هم یک تیم در این شهر وجود دارد.
- باشگاه فوتبال نفت و گاز گچساران[۲۲][۲۳]

## ترابری

### حمل و نقل درون‌شهری
تاکسی‌
مهم‌ترین وسیله حمل و نقل درون‌شهری در گچساران خودروهای سواری هستند.
در شهر گچساران بیش از ۹۰۰ دستگاه خودرو تاکسی زرد، تلفنی و اینترنتی وجود دارد.
علاوه بر تاکسی زرد تاکسی‌های تلفنی و اینترنتی هم در شهر فعالیت می‌کنند.
اتوبوس
اتوبوس از وسیله‌های پرکاربرد در حمل و نقل درون‌شهری گچساران است.
بیشتر اتوبوس‌های درون‌شهری در گچساران متعلق به شرکت نفت و گاز گچساران است.
شهرداری گچساران هم ۱۶ دستگاه اتوبوس درون‌شهری فعال در ناوگان خود دارد.

### جاده
مهم‌ترین راه‌های شهر گچساران.
- بزرگراه گچساران بابامیدان
- بزرگراه گچساران بهبهان
- جاده گچساران گناوه

فرودگاه
فرودگاه گچساران به دست انگلیسی‌هایی که ابتدای کشف نفت وارد ایران شدند ساخته شده و از قدیمی‌ترین فرودگاه‌های ایران است، هواپیمایی ماهان بعداز افزایش طول باند فرودگاه درسال۱۳۹۷ و امکان نشست و برخاست هواپیمای بزرگتر به دلیل تعداد صندلی‌های بیشتر، فروش بلیت و پرواز در مسیر تهران -گچساران و بالعکس رو مقرون به صرفه دید، امروزه علاوه بر پروازهای اختصاصی نفت به مقصدهای اختصاصی خود، فقط روزهای شنبه و دوشنبه پروازهایی از تهران به گچساران و بالعکس وجود دارد که برای عموم مردم بلیت فروشی می‌شود.

### پایانه مسافربری
پایانه مسافربری شهرداری
این شهر دارای یک پایانه مسافربری همگانی است که از مبدأ گچساران به مقصدهای تهران، شیراز، اصفهان، اهواز، ماهشهر به‌صورت روزانه و منظم بلیت فروشی اتوبوس انجام می‌دهد، و همچنین امکان خرید بلیت به مقصد تمامی شهرهای اطراف هم به‌صورت غیرمنظم ممکن است، به‌طور مثال امکان خرید بلیت اتوبوس به مقصد آبادان به‌صورت روزانه و به تعداد محدود امکان‌پذیر است چون اتوبوسی از مبدأ یزد به مقصد آبادان هرشب و دریک ساعت مشخص از ترمینال گچساران عبور می‌کند و درترمینال گچساران امکان خرید بلیت و سوار شدن به آن نیز وجود دارد… درون ترمینال نیز تاکسی‌های برون‌شهری به اکثر شهرهای نزدیک وجود دارد مثل یاسوج، دهدشت، شیراز، بهبهان، اهواز، ماهشهر و همچنین خارج از محیط ترمینال و روبه روی در خروجی ترمینال، محلی ست که مسافرکش‌های برون‌شهری شخصی، مسافر به اکثر شهرهای اطراف می‌برند.
پایانه مسافربری شرکت نفت
شرکت نفت نیز دارای ترمینال بین شهری با عنوان امور مسافرت، اختصاصی رایگان برای افراد زیرمجموعه خود و خانواده‌هایشان است که هفته ای ۱ بار به ۴ مقصد اصلی حرکت می‌کند.
گچساران درمحدوده خط آهن سراسری کشور قرار ندارد و فاقد خطوط ریلی می‌باشد.

## بهداشت و درمان

### بیمارستان
شهرستان گچساران بعد از یاسوج قطب درمانی استان کهگیلویه و بویراحمد می‌باشد.
- بیمارستان شهید رجایی
- بیمارستان بی بی حکیمه خاتون
- بیمارستان نرگسی
- بیمارستان بعثت

### درمانگاه‌ها
- پلی کلینیک تخصصی شبانه‌روزی تامین‌اجتماعی (تأمین اجتماعی)
- درمانگاه شهدا (سپاه)
- درمانگاه فرهنگیان (آموزش و پرورش)
- درمانگاه تخصصی و فوق تخصصی شفا (خصوصی)
- درمانگاه مهر (خصوصی)
- درمانگاه دندانپزشکی نیکان (دولتی)
- درمانگاه دندانپزشکی پزشکی آتیه

## گردشگری

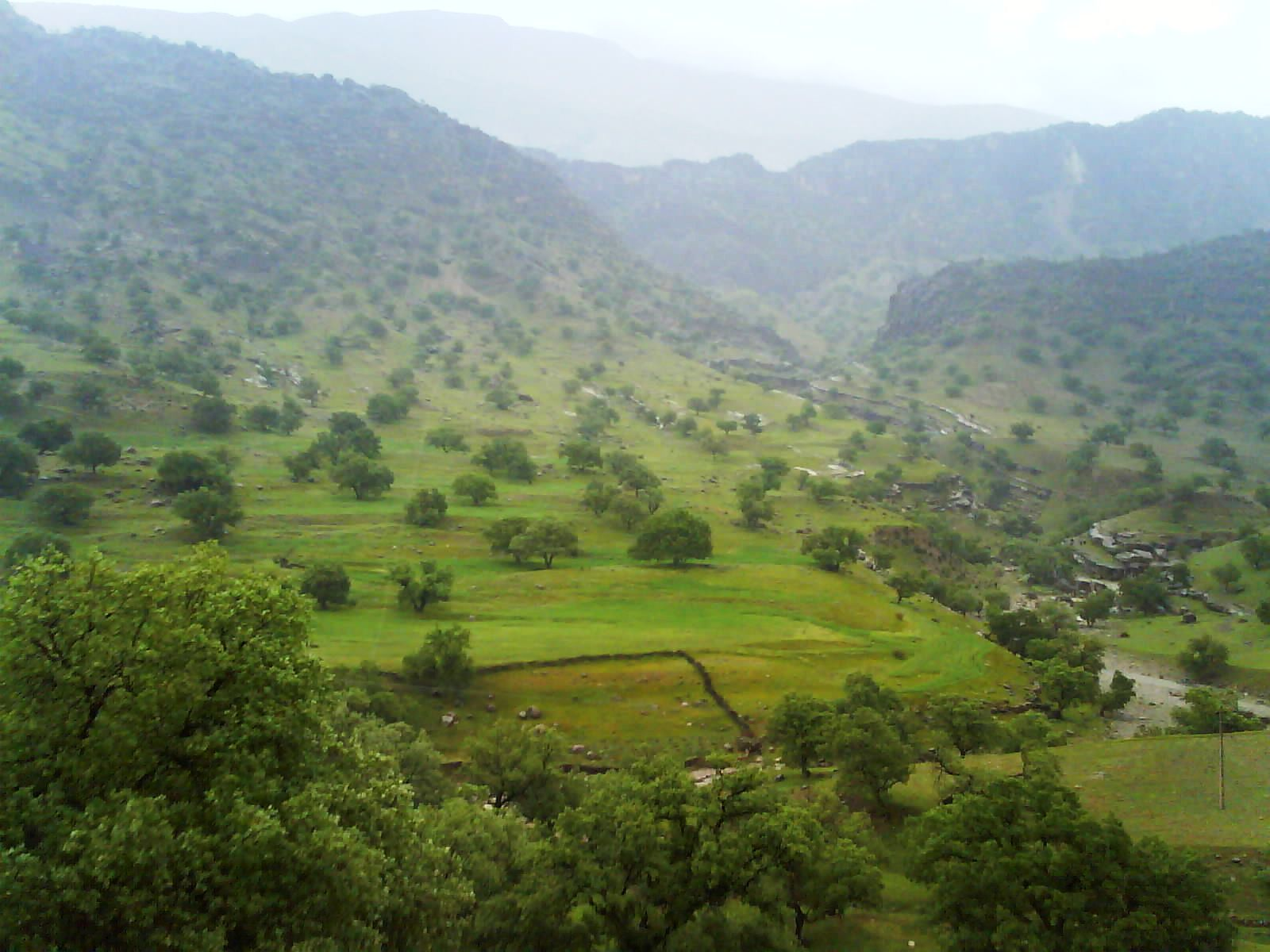
طبیعت برابر در شهرستان گچساران در اوایل بهار

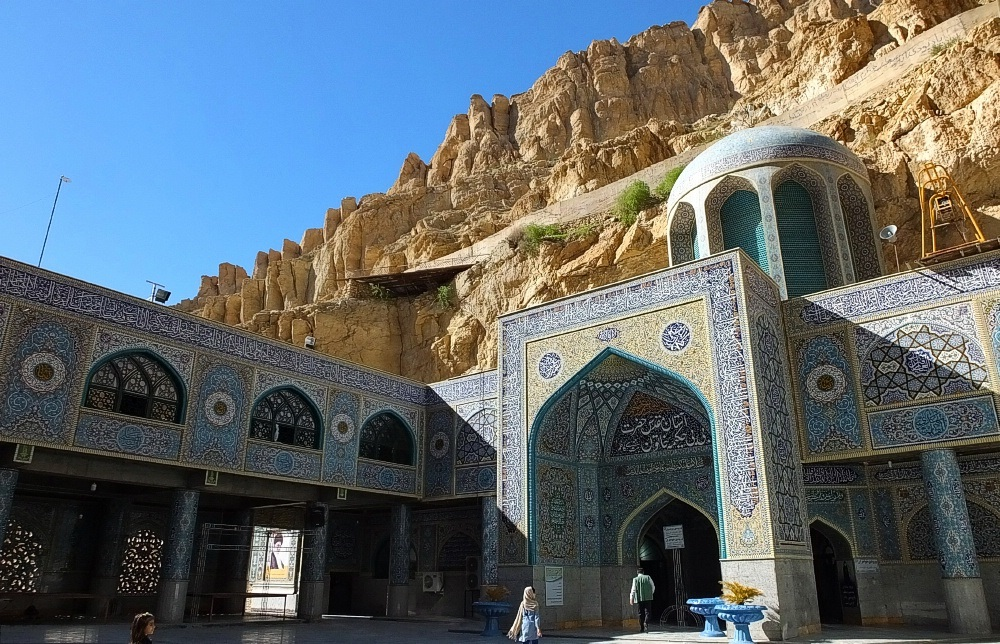
امامزاده بی‌بی حکیمه خاتون\

- لار روستای در ۴۰ کیلومتری جنوب غرب شهرستان باشت در استان کهگیلویه و بویراحمد است. دارای درخت سرو ۲۷۷۰ ساله که تنه این درخت خوش‌بو (معطر) می‌باشد.[۲۶] و[۲۷]
- گناوه لری روستایی در ۲۰ کیلومتری شمال شهر گچساران در استان کهگیلویه و بویراحمد است.
- سد چمشیر در ۲۰ کیلومتری جنوب شرقی شهر دوگنبدان (گچساران)
- سربیشه گچساران واقع در ۲۰ کیلومتری شرق گچساران و در مسیر شیراز است طبیعت بکر منطقه و روستای شاخص صنایع دستی استان است
- دیل (روستا) روستایی در ۲۷ کیلومتری شمال غربی شهر گچساران است.

روستای دیل بزرگ‌ترین روستای در میان دهستان بویراحمد گرمسیری با بیش از ۴۰۰۰ نفر جمعیت می‌باشد. از آثار تاریخی این روستا می‌توان اشاره کرد به آثاری چون گنبدان گبر در چرزو، تنگ آسیاب، تکیه، قلعه برج، ده بزرگ و قلعه شاه بهمن، که از بین این آثار قلعه بهمن وگنبدان گبر قدمت بسیار زیادی دارد که قدمت گنبدان گبر و قلعه شاه بهمن به دوره ساسانیان در عصر رستم و سهراب بر می‌گردد.
- مارین روستایی در ۳۶ کیلومتری شمال شهر گچساران در استان کهگیلویه و بویراحمد است.

روستای مارین با داشتن آب وهوای مساعد و مناظر دیدنی مکان مناسبی برای گردشگران و مسافران در تابستان و فصل گرما است. شرایط آب و هوایی، نوع معماری و بافت تاریخی و زیبای این روستا باعث شده تا مردم و گردشگران از آن به عنوان ماسوله دوم در جنوب یاد کنند. جوشش چشمه‌های مارین از دل زمین که خواص معدنی نیز دارند همچنین وجود باغستان‌های زیبا و انبوه گردشگاهی بکر در کنار روستای مارین به وجود آورده است. درختان چنار با حدود ۱۰۰متر ارتفاع و قطر حدود پنج متر در کنار درختان انگور، انجیر، انار، هلو، زردآلو و خانه‌های زیبای پله کانی و قدیمی در شیب‌های تند مناظر زیبایی را فراروی گردشگران و ایران‌گردان خلق کرده است.
وجود.
وب‌سایت روستای مارین
- نیمدور روستایی است زیبا از توابع دهستان کوهمره خامی شهرستان گچساران، که دارای آب و هوای معتدل می‌باشد. وجود انارستان، تاکستان، چشمه سارها و آبشارهای زیبا، این روستا را تبدیل به مکانی زیبا برای گردشگران به خصوص در فصل بهار نموده است. اخیراً کشف معدنی از گوگرد باعث شده تا این روستا از لحاظ اقتصادی نیز حائز اهمیت شود.

خنگ بنار، آرو، اسپر، محوطه پشه کان یک و دو در سه کیلومتری شرق دوگنبدان، دژکل دوغ فروش که به قلعه‌های اسماعیلیه شباهت دارد و محوطه کل دوغ فروش به وسعت پنج تا ۶هکتار، غارچال امیرخانی در منطقه گنجگون علیا، غارچال کلات در روستای دلی اولاد علی مؤمن، روستاهای شاه بهرام و گناوه و شامبرکان یا شامبراکان از روستاهای مهم و تاریخی این شهرستان هستند.
از دیگر اماکن دیدنی مناطق گردشگری باغ فردوس، منطقه گردشگری شلالدون، دشتک دیل، قلات گناوه، آبشار کیوان، سد کوثر، آبشار رودبال، آبشار هرجون و بناهای تاریخی گنبد لیشتر، کوشک گودنگون، پل خیری و محمدخان و چهارطاقی خیرآباد از دیگر جاذبه‌های دیدنی گچساران است.

### مکان‌های مذهبی
آرامگاه بی بی حکیمه خاتون دختر موسی کاظم، خواهر نا تنی علی بن موسی رضا و خواهر تنی احمد بن موسی در شهرستان گچساران واقع شده است. شکل خاص گنبد که به واسطه قرارگیری در دل کوه در بین اماکن مقدس کشور منحصر به فرد می‌باشد. از دیگر مکان‌های مذهبی می‌توان به امام زاده جعفر اشاره کرد.

### هتل
شهر گچساران دارای یک هتل می‌باشد.
هتل پاسارگاد، چهار ستاره، بوده و بعد از میدان نرگس به سمت بهبهان ابتدای جاده سربیشه قرار دارد.

## میدان نفتی گچساران
گچساران اولین بار و در سال ۱۳۰۲ توسط کنسرسیوم دارسی مورد مطالعه قرار گرفت و پس از انجام عملیات مختلف بالاخره در سال ۱۳۱۸ کار برداشت نفت در محل چاه شماره ۱۳ در این شهرستان آغاز شد. میدان نفتی گچساران با ذخیره درجای ۵۲٫۹ میلیارد بشکه و ذخیره نهایی ۲۳٫۷ میلیارد بشکه نفت خام، دومین میدان بزرگ نفتی ایران و بعد از میدان نفتی اهواز است همچنین این میدان نفتی پس از دو میدان نفتی دیگر که در عربستان و کویت قرار دارند سومین میدان نفتی بزرگ دنیا محسوب می‌شود. هر چند که میزان برداشت میدان اهواز اکنون بیشتر از میدان گچساران است ولی میزان کل نفت قابل برداشت میدان گچساران به مراتب بیشتر از میدان اهواز است از این رو در رده‌بندی بزرگ‌ترین سفره‌های نفتی در جایگاه سوم جهان قرار داده شده است.

## نگارخانه

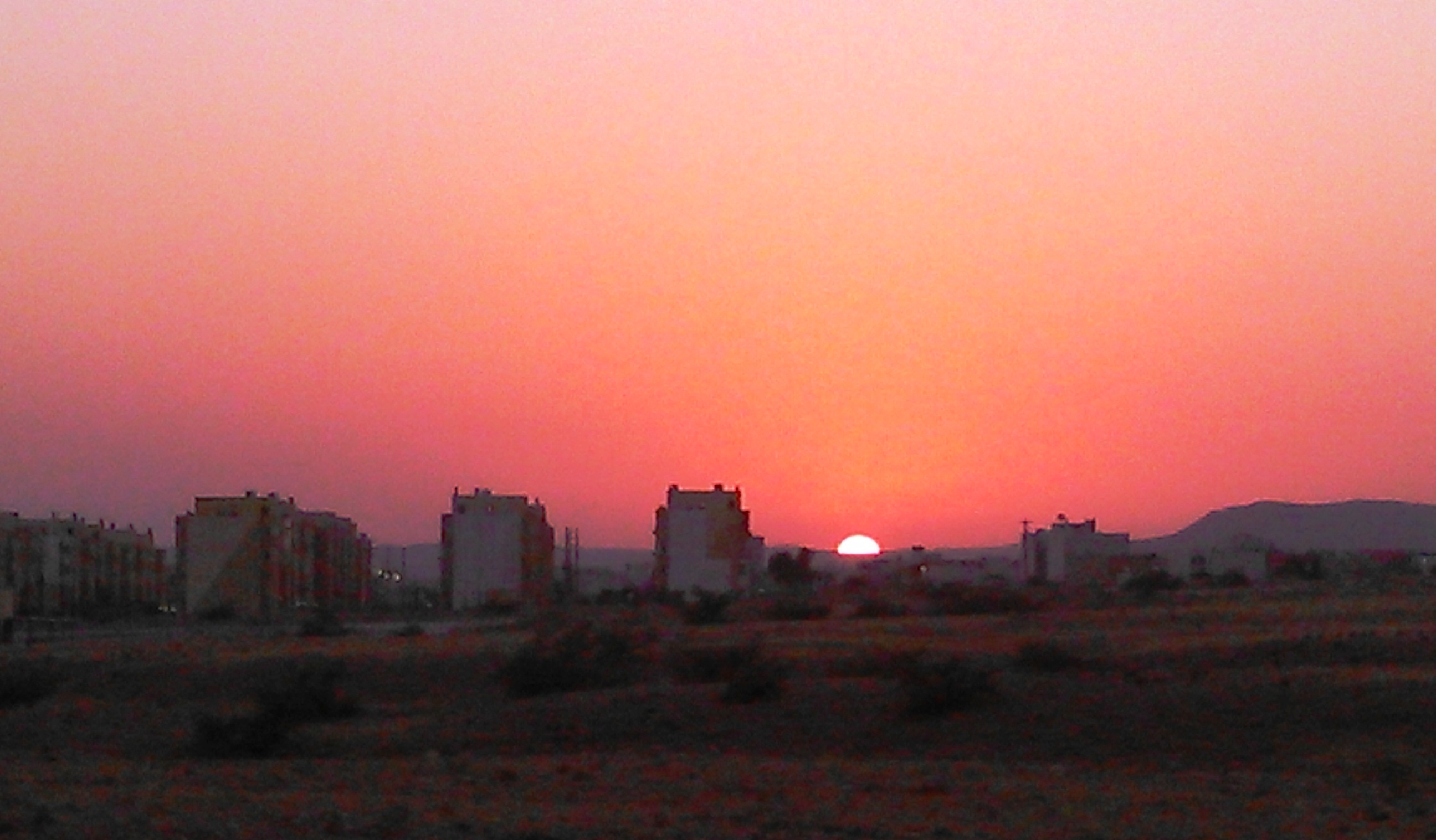
غروب در دوگنبدان
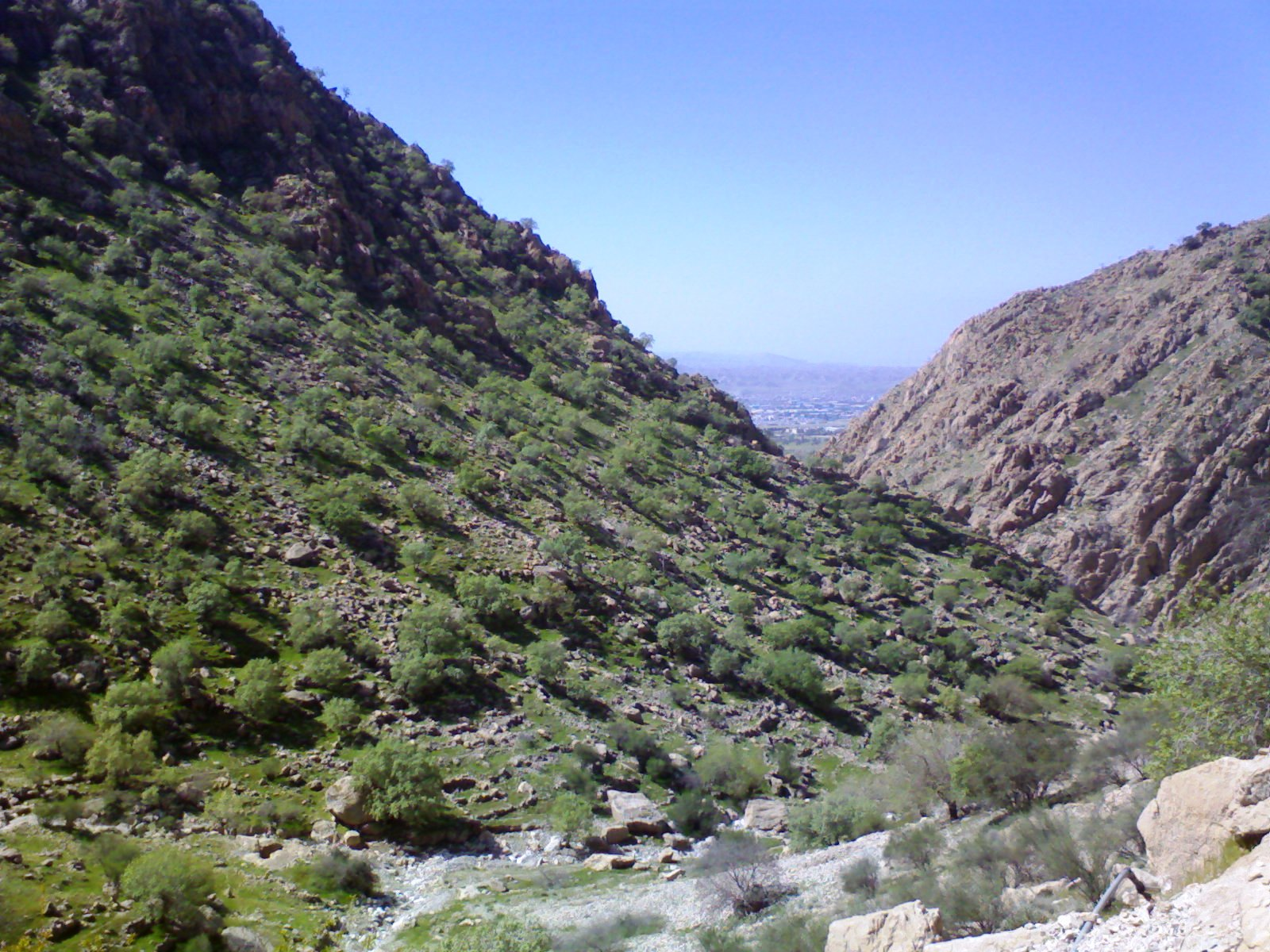
طبیعت گچساران
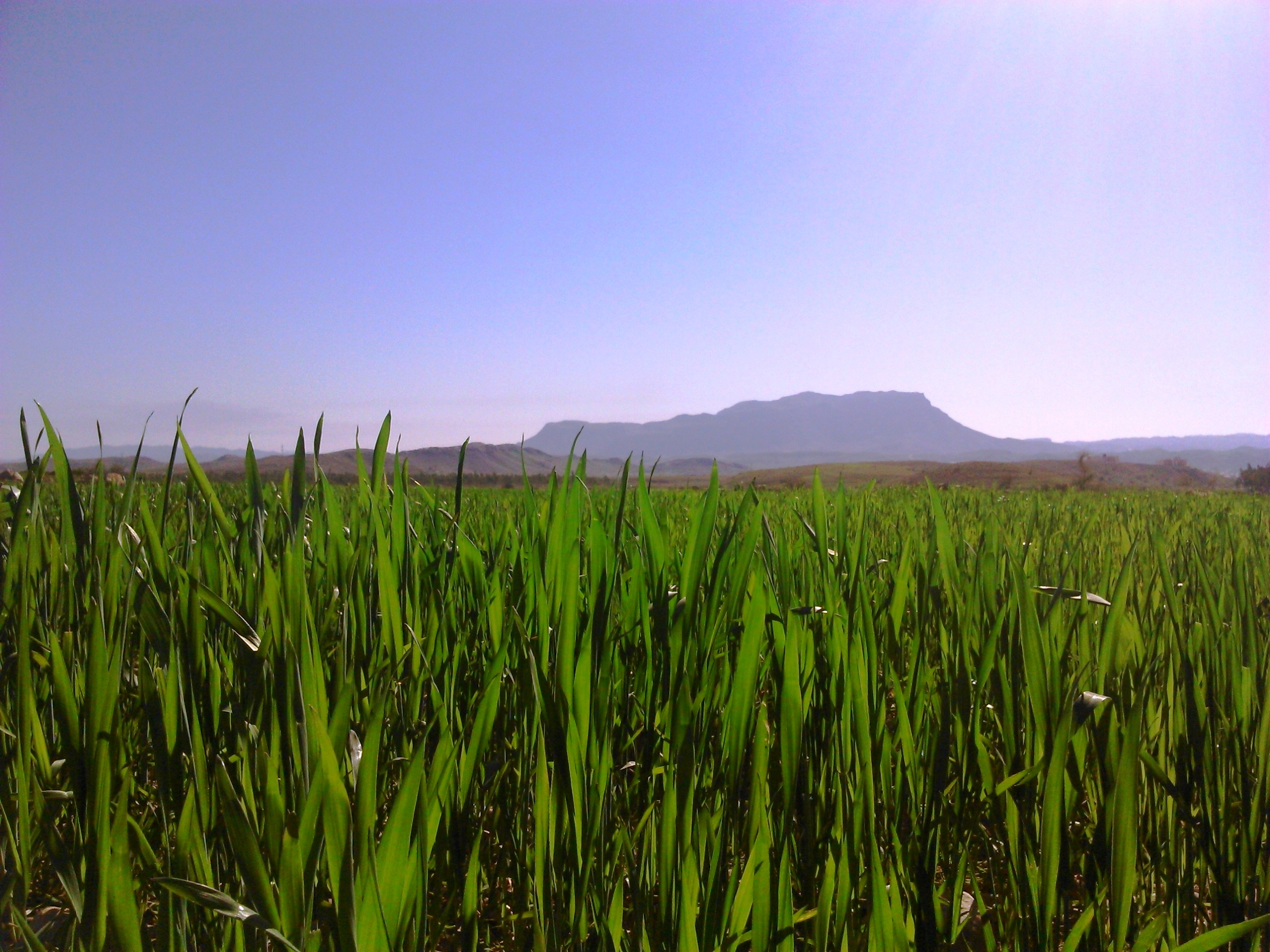
طبیعت گچساران

## پیوند به بیروگچساران
- باشت و باوی
- نقشه گچساران[پیوند مرده]
- تاریخچه دوگنبدان
- ویدئو دوگنبدان/گچساران